# RAB八戸ラジオ中継局

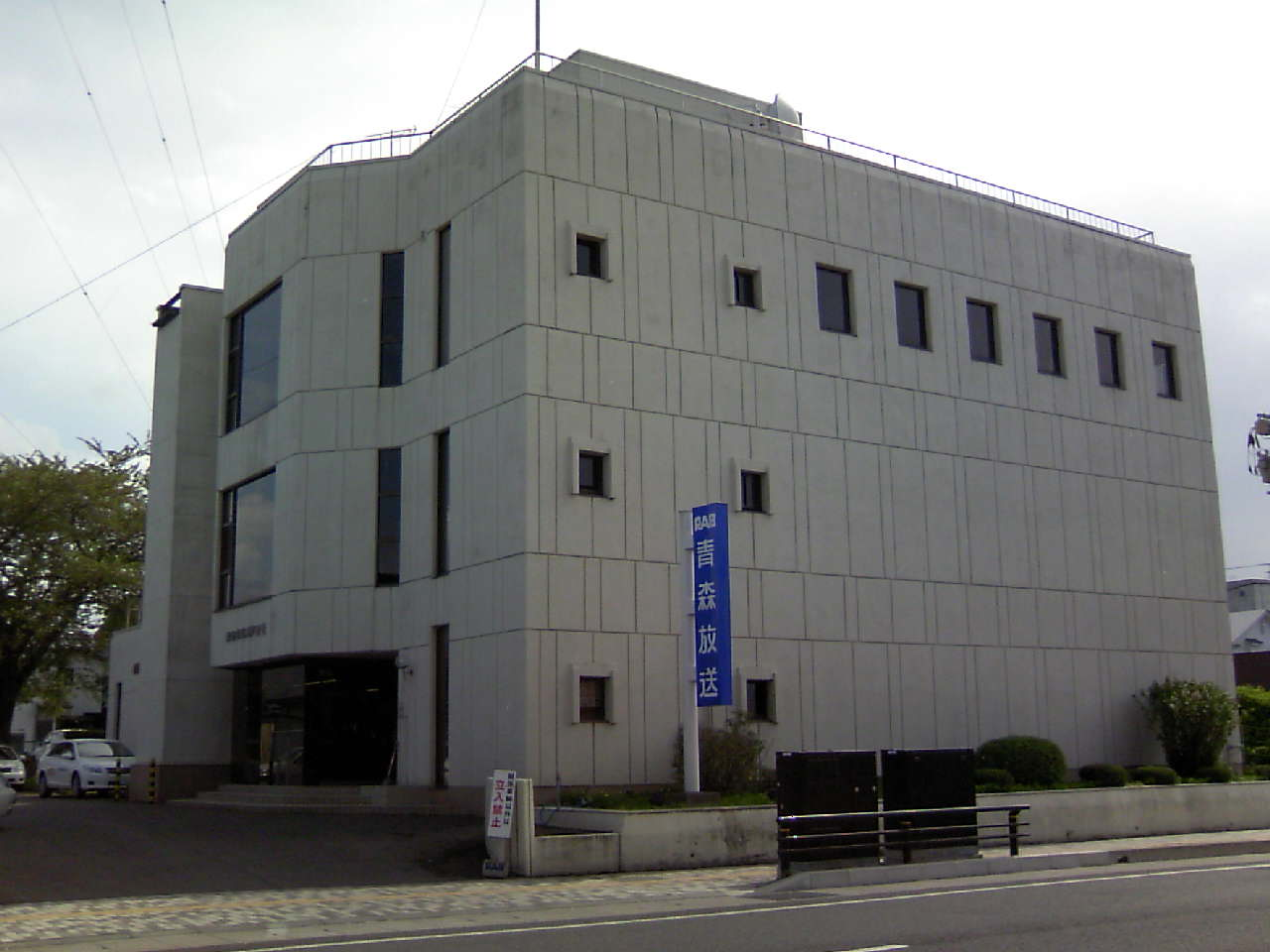
青森放送八戸支社（2007年5月撮影）

RAB八戸ラジオ中継局（アールエイビーはちのへラジオちゅうけいきょく）は、青森県八戸市に置かれている青森放送の中波ラジオ中継局。

## 概要
青森放送八戸支社の敷地内にあり、三八地域に電波を発射している。また、一部の番組は同支社の独自編成となっており、当局および十和田ラジオ中継局でのみ放送されている（radiko・radikoプレミアムの場合、ローカルタイム&ローカルSB枠は青森親局の内容を配信しているため当地域のみで放送の番組はradiko経由による聴取不可だが、2017年4月の改編でローカル編成の番組は県内全域での放送に移行したためこの事象は解消されている）。
2017年10月1日に青森放送ラジオのFM補完中継局（ワイドFM）が八戸地区に開局したため、以降は当局とFM中継局で三八上北地方をカバーする。

## 中継局概要
| 周波数  | 呼出符号 | 空中線 電力 | 放送対象地域 | 放送区域 内世帯数 | 運用開始日      |
| ------- | -------- | ----------- | ------------ | ----------------- | --------------- |
| 1485kHz | JOGO     | 1kW         | 青森県       | -                 | 1954年 12月10日 |

- 北海道苫小牧市や日高地方など一部地域で聴取出来る場合がある。

### 所在地
- 八戸市根城五丁目[1][3]

### 沿革
- 1954年（昭和29年）
  - 1月4日 - 免許申請[4]。
  - 2月19日 - 予備免許交付[1]。
  - 12月4日 - この日から試験電波を発射[1]。
  - 12月8日 - 本免許交付[1]。
  - 12月10日 - 周波数1060kc・出力100Wで本放送開始[1][2]。
- 1962年（昭和37年）10月1日 - 周波数を1060kcから1430kcに変更[4]。
- 1963年（昭和38年）1月24日 - 出力を100Wから現在の1kWに増力[4]。
- 1978年（昭和53年）11月23日 - 全国一斉ラジオ周波数変更実施により、周波数が1430kHzから現在の1485kHzに変更[5]。